# Норвегия на «Евровидении-2012»
Норвегия принимала участие в конкурсе песни Евровидение 2012 в Баку, Азербайджан. Своего представителя выбирала ежегодным конкурсом Melodi Grand Prix, организуемый телеканалом NRK.

## Melodi Grand Prix 2012
Норвегия подтвердила своё участие на конкурсе песни Евровидение 2012 30 июня 2011 года. Сроки подачи заявок на участие в национальном отборочном конкурсе NRK ограничило до 2 сентября. Специальное жюри выбрало 24 песни, которые будут участвовать в полуфиналах Melodi Grand Prix 2012. В отличие от предыдущих лет, в этом году не будет Второго шанса и в финал будут проходить по 3 исполнителя из каждого полуфинала. 

На 1 октября 2011 года NRK сообщило, что было принято около 800 заявок, что на 100 больше чем в 2011 году.

19 октября 2011 года NRK официально объявило даты и города, в которых будут проходить стадии конкурса Melodi Grand Prix 2012. Финал состоялся 11 февраля в Oslo Spectrum в Осло, полуфиналы соответственно 21, 28 января и 4 февраля 2012 года.

## Расписание
| Дата            | Город    | Место проведения       | Стадия           |
| --------------- | -------- | ---------------------- | ---------------- |
| 21 января 2012  | Брекстад | Ørland Hovedflystasjon | Первый полуфинал |
| 28 января 2012  | Ларвик   | Arena Larvik           | Второй полуфинал |
| 4 февраля 2012  | Флурё    | Florø Idrettssenter    | Третий полуфинал |
| 11 февраля 2012 | Осло     | Oslo Spectrum          | Финал            |

## Полуфиналы

#### Первый полуфинал
| Номер | Исполнитель                   | Песня                      | Слова / Музыка                                                             | Результат | Место |
| ----- | ----------------------------- | -------------------------- | -------------------------------------------------------------------------- | --------- | ----- |
| 1     | Irresistible feat. Carl Pritt | «Elevator»                 | Anne Wik , Nermin Harambasic , Ronny Svendsen , Robin Jenssen , Carl Pritt | Выбыл     |       |
| 2     | Kim André Rysstad             | «Så vidunderlig»           | Elin Nygård                                                                | Выбыл     |       |
| 3     | Reidun Sæther                 | «High On Love»             | Thomas G:son , Tommy Berre , Ovidou Jacobsen                               | Финал     | 3     |
| 4     | Rudi Myntevik                 | «You Break It, You Own It» | Rune Berg , Asbjørn Ribe                                                   | Выбыл     |       |
| 5     | Lisa Stokke                   | «With Love»                | Lisa Stokke , Johanna Demker , Anita Lixel , Tommy Berre                   | Выбыл     |       |
| 6     | United                        | «Little Bobbi»             | John Lundvik , Philip Halloun , Thomas Felberg                             | Выбыл     |       |
| 7     | Nora Foss Al-Jabri            | «Somewhere Beautiful»      | Christian Ingebrigtsen , Eivind Rølles                                     | Финал     | 1     |
| 8     | The Carburetors               | «Don’t Touch The Flame»    | Stian Krogh , Christopher Lindahl , Per Gunnar Lund-Vang                   | Финал     | 2     |

#### Второй полуфинал
| Номер | Исполнитель       | Песня               | Слова / Музыка                               | Результат | Место |
| ----- | ----------------- | ------------------- | -------------------------------------------- | --------- | ----- |
| 1     | Cocktail Slippers | «Keeps On Dancing»  | Cocktail Slippers                            | Выбыл     |       |
| 2     | Isabel Ødegård    | «I’ve Got You»      | Thomas Helland , Isabel Ødegård              | Выбыл     |       |
| 3     | Tommy Fredvang    | «Make It Better»    | Tommy Fredvang , Hanne Sørvaag , Tommy Berre | Финал     | 2     |
| 4     | Rikke Lie         | «Another Heartache» | Rikke Lie , Maria Marcus , Niclas Lundin     | Выбыл     |       |
| 5     | Malin Reitan      | «Crush»             | Beyond51                                     | Финал     | 3     |
| 6     | Plumbo            | «Ola Nordmann»      | Lars Erik Blokkhus , Glenn Hauger            | Финал     | 1     |
| 7     | Minnie-Oh         | «You And I»         | Monica Johansen                              | Выбыл     |       |
| 8     | Rikke Normann     | «Shapeshifter»      | Silya Nymoen , Rikke Normann                 | Выбыл     |       |

#### Третий полуфинал
| Номер | Исполнитель              | Песня                                 | Слова / Музыка                                           | Результат | Место     |
| ----- | ------------------------ | ------------------------------------- | -------------------------------------------------------- | --------- | --------- |
| 1     | Tooji                    | «Stay»                                | Tooji , Peter Boström , Figge Boström                    | Финал     | 2         |
| 2     | Marthe Valle             | «Si»                                  | Marthe Valle                                             | Выбыл     |           |
| 3     | Petter Øien & Bobby Bare | «Things Change»                       | Bobby Bare                                               | Финал     | 1         |
| 4     | Yaseen & Julie Maria     | «Sammen»                              | Sigve Bull , El Axel                                     | Финал     | 3         |
| 5     | Håvard Lothe Band        | «The Greatest Day»                    | Håvard Lothe                                             | Выбыл     |           |
| 6     | Silya Nymoen             | «Euphoria»                            | Silya Nymoen                                             | Выбыл     |           |
| 7     | The Canoes               | «Seemed Like A Good Idea At The Time» | Arne Hovda , Erik Røe , Christopher Gross , Hans Aaserud | Выбыл     |           |
| 8     | Lise Karlsnes            | «Sailors»                             | Lise Karlsnes , Thomas Eriksen                           | Финал     | Вайлдкард |

### Финал
| Номер | Исполнитель              | Песня                   | Слова / Музыка                                           |
| ----- | ------------------------ | ----------------------- | -------------------------------------------------------- |
| 1     | Туджи                    | «Stay»                  | Tooji , Peter Boström , Figge Boström                    |
| 2     | Reidun Sæther            | «High On Love»          | Thomas G:son , Tommy Berre , Ovidou Jacobsen             |
| 3     | Lise Karlsnes            | «Sailors»               | Lise Karlsnes , Thomas Eriksen                           |
| 4     | Plumbo                   | «Ola Nordmann»          | Lars Erik Blokkhus , Glenn Hauger                        |
| 5     | Malin Reitan             | «Crush»                 | Beyond51                                                 |
| 6     | Nora Foss Al-Jabri       | «Somewhere Beautiful»   | Christian Ingebrigtsen , Eivind Rølles                   |
| 7     | The Carburetors          | «Don’t Touch The Flame» | Stian Krogh , Christopher Lindahl , Per Gunnar Lund-Vang |
| 8     | Petter Øien & Bobby Bare | «Things Change»         | Bobby Bare                                               |
| 9     | Yaseen & Julie Maria     | «Sammen»                | Sigve Bull , El Axel                                     |
| 10    | Tommy Fredvang           | «Make It Better»        | Tommy Fredvang , Hanne Sørvaag , Tommy Berre             |

| Номер | Исполнитель              | Песня                 | Слова / Музыка                         | Жюри   | Телеголосование | Итого   | Место |
| ----- | ------------------------ | --------------------- | -------------------------------------- | ------ | --------------- | ------- | ----- |
| 1     | Plumbo                   | «Ola Nordmann»        | Lars Erik Blokkhus , Glenn Hauger      | 10 000 | 51 868          | 61 868  | 4     |
| 2     | Nora Foss Al-Jabri       | «Somewhere Beautiful» | Christian Ingebrigtsen , Eivind Rølles | 24 000 | 66 046          | 90 046  | 2     |
| 3     | Petter Øien & Bobby Bare | «Things Change»       | Bobby Bare                             | 8 000  | 71 685          | 79 685  | 3     |
| 4     | Туджи                    | «Stay»                | Tooji , Peter Boström , Figge Boström  | 18 000 | 137 480         | 155 480 | 1     |

#### Голосование
| Песня                 | Жюри   | Жюри   | Жюри  | Жюри   | Телеголосование по регионам | Телеголосование по регионам | Телеголосование по регионам | Телеголосование по регионам | Телеголосование по регионам | Телеголосование по регионам |
| Песня                 | Эрланн | Ларвик | Флурё | Итого  | Северная Норвегия           | Западная Норвегия           | Южная Норвегия              | Центральная Норвегия        | Восточная Норвегия          | Итого                       |
| --------------------- | ------ | ------ | ----- | ------ | --------------------------- | --------------------------- | --------------------------- | --------------------------- | --------------------------- | --------------------------- |
| «Ola Nordmann»        | 2 000  | 4 000  | 4 000 | 10 000 | 1 089                       | 7 037                       | 12 712                      | 11 633                      | 19 397                      | 51 868                      |
| «Somewhere Beautiful» | 8 000  | 8 000  | 8 000 | 24 000 | 1 381                       | 9 776                       | 12 615                      | 14 581                      | 27 693                      | 66 046                      |
| «Things Change»       | 4 000  | 2 000  | 2 000 | 8 000  | 2 452                       | 11 552                      | 14 907                      | 19 963                      | 22 811                      | 71 685                      |
| «Stay»                | 6 000  | 6 000  | 6 000 | 18 000 | 3 425                       | 21 146                      | 26 474                      | 32 114                      | 54 321                      | 137 480                     |

## На конкурсе песни Евровидение
Норвегия выступила во втором полуфинале конкурса, который состоялся 24 мая 2012 года. Конкурсант набрал 45 баллов (10 место), что позволило ему пройти в финал. В финале конкурса, который состоялся 26 мая 2012 года, набрав лишь 7 баллов, Норвегия заняла 26 (последнее место).